# NetSat

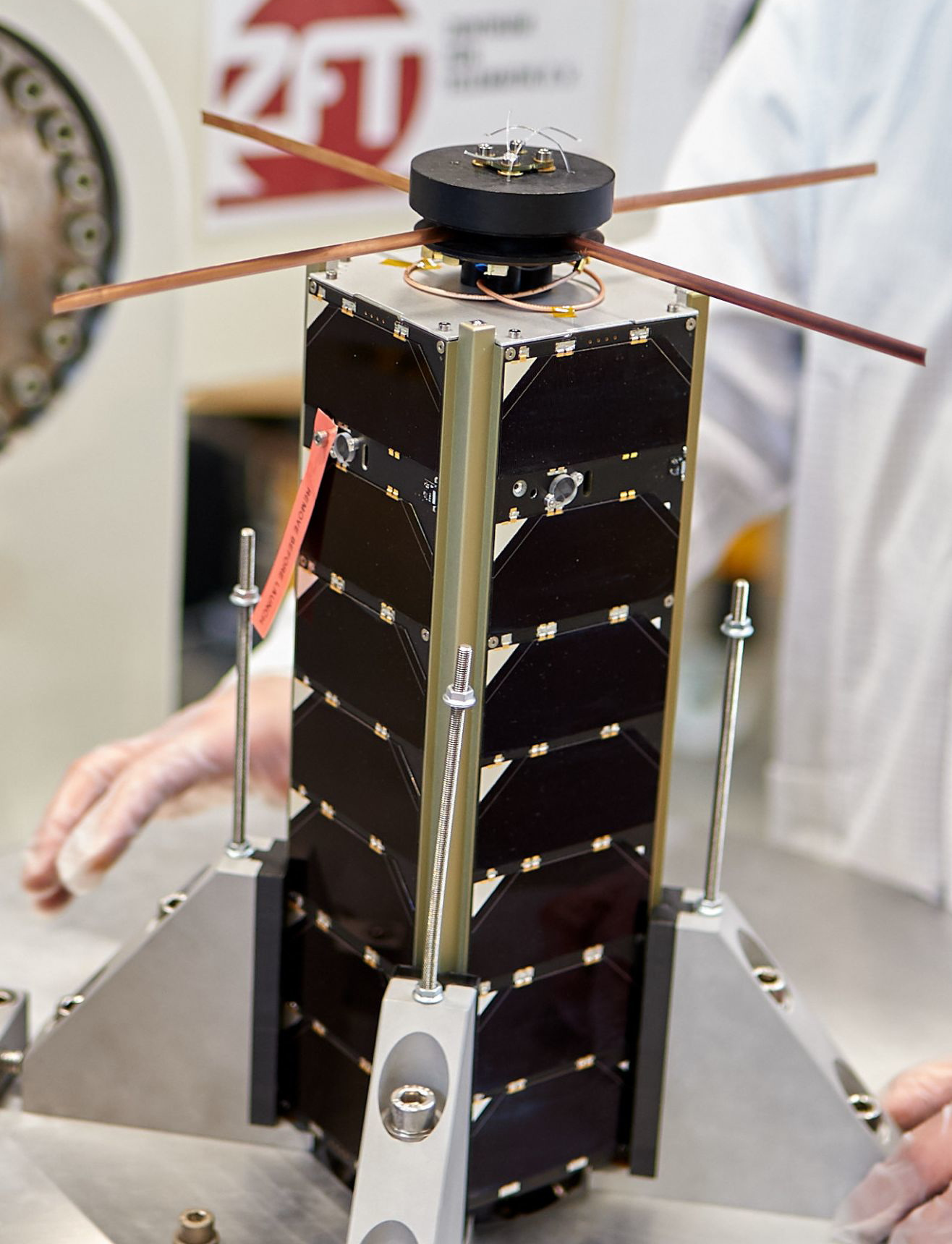
En av satelliterna före starten.

NetSat är ett nätverk av små satelliter som utvecklades av universitetet i Würzburg för utforskningen av jorden. Projektet är en vidareutveckling av miniatyrsatelliter (speciell CubeSat) som uppfanns vid Stanford University.
Tanken till etableringen av det tyska nätverket uppkom 2003 i ett forskarlag kring professor Schilling. Den första småskaliga satelliten med beteckningen UWE-1 (för Universität Würzburg Experimentalsatellit) platserades 2005 i rymden. Satelliterna består av fyrkantiga moduler som alla är kuber med 10 cm sidolängd. Satelliterna UWE-2 (start 2009) och UWE-3 (start 2013) etablerades med uppgiften att de självständig bestämmer sin position och ändrar sitt läge. Samtidig var en lång livslängd målet som UWE-3 med 6 år och 6 månader uppfyllde. UWE-4 som startades 2018 hade en liten elektrisk motor inbyggd. Den kan så föras tillbaka till jorden när missionen är uppfylld. I juli 2020 tappade en satellit från Iridium satellitkonstellationen kontrollen och UWE-4 klarade av att svänga åt sidan och förhindrade en kollision.
Det pågående steget av projektet med ett nätverk av fyra satelliter stödjas av Europeiska forskningsrådet med 2,5 miljoner euro. Nätverkets satelliter består av tre kuber och i varje kub finns två mindre kuber med 2 cm sidolängd som styr satellitens läge och dessutom förekommer en jonmotor. Varje satellit är utrustad med en kamera vad som möjliggör 3-D bilder av undersökta objekt när bilder från alla satelliter kopplas samman. NetSat togs med den 20 oktober 2020 av en rysk Sojus-2. 1b raket och lämnades vid en höjd av 575 km. Satelliterna bildade först en linje och hade ett avstånd av cirka 100 km från varandra. De rör sig med en hastighet av 28 000 km/h. Inom projektet följder flera olika formationer för att testa systemet.